# 1-Hexanol
El 1-hexanol es un alcohol orgánico con la cadena de seis de carbono y una fórmula estructural condensada de CH3-(CH2)5-OH. Este líquido incoloro es poco soluble en agua, pero miscible con éter y etanol.Tiene otros dos isómeros de cadena lineal llamados.
- 2-hexanol
- 3-hexanol

Los cuales difieren en la ubicación del grupo hidroxilo. Se cree que el 1-hexanol es un componente que tiene un olor a césped recién cortado. Este isómero se utiliza en la industria del perfume.

## Obtención
El Hexanol se produce industrialmente por la oligomerización del etileno utilizando trietilaluminio seguido de la oxidación de los productos alquilación del aluminio.

### Otros métodos
Otro método de preparación es la hidroformilación del 1-penteno seguida por hidrogenación de los aldehídos resultantes. Este método se practica en la industria para producir mezclas de isómeros de C6-alcoholes, que son precursores de los plastificantes.
En principio, el 1-hexeno podría convertirse en 1-hexanol por hidroboración (diborano en tetrahidrofurano seguido de un tratamiento con peróxido de hidrógeno e hidróxido de sodio):
Este método es instructivo y útil en la síntesis de laboratorio, pero carece de importancia práctica debido a la disponibilidad comercial de bajo costo del 1-hexanol a partir de etileno.